# Parc Històric Nacional de la Independència

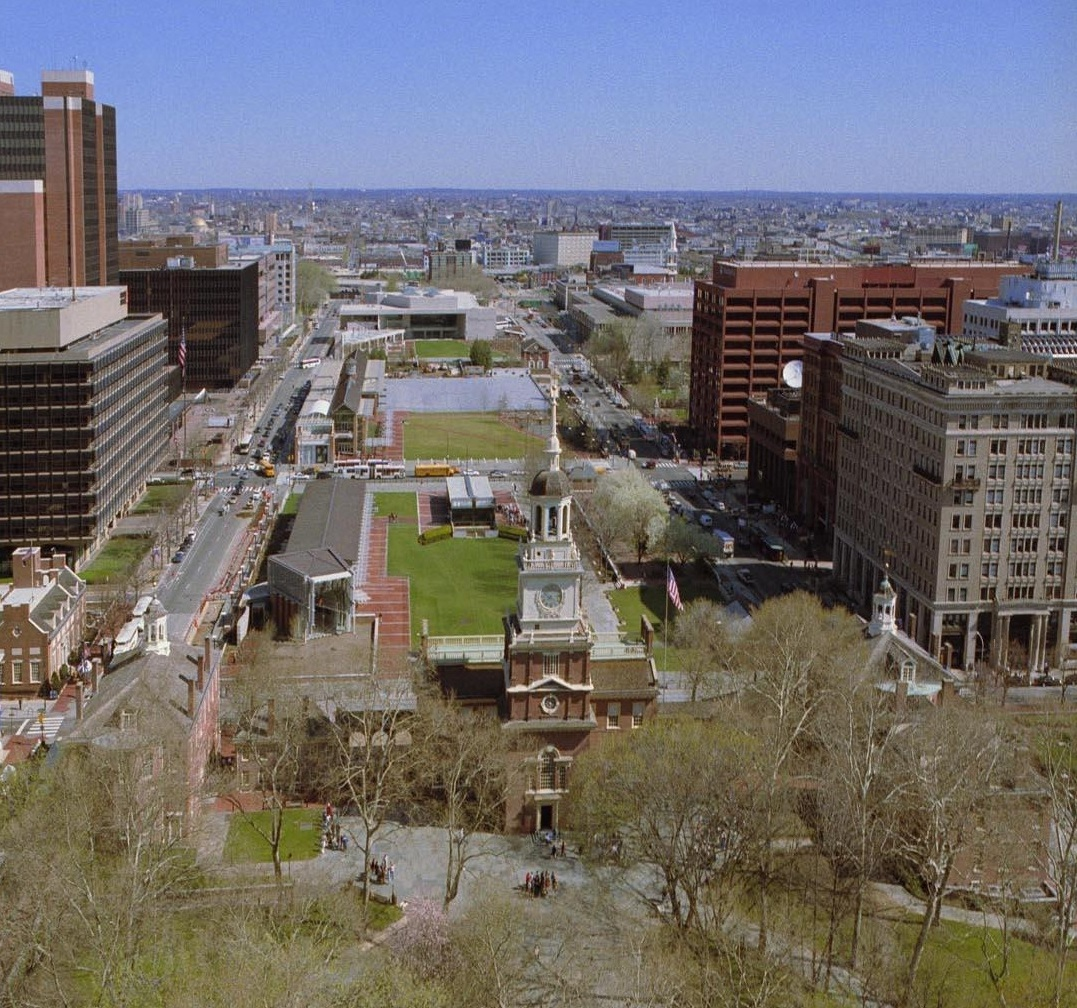
L'Independence Hall amb vistes de l'Independence Mall

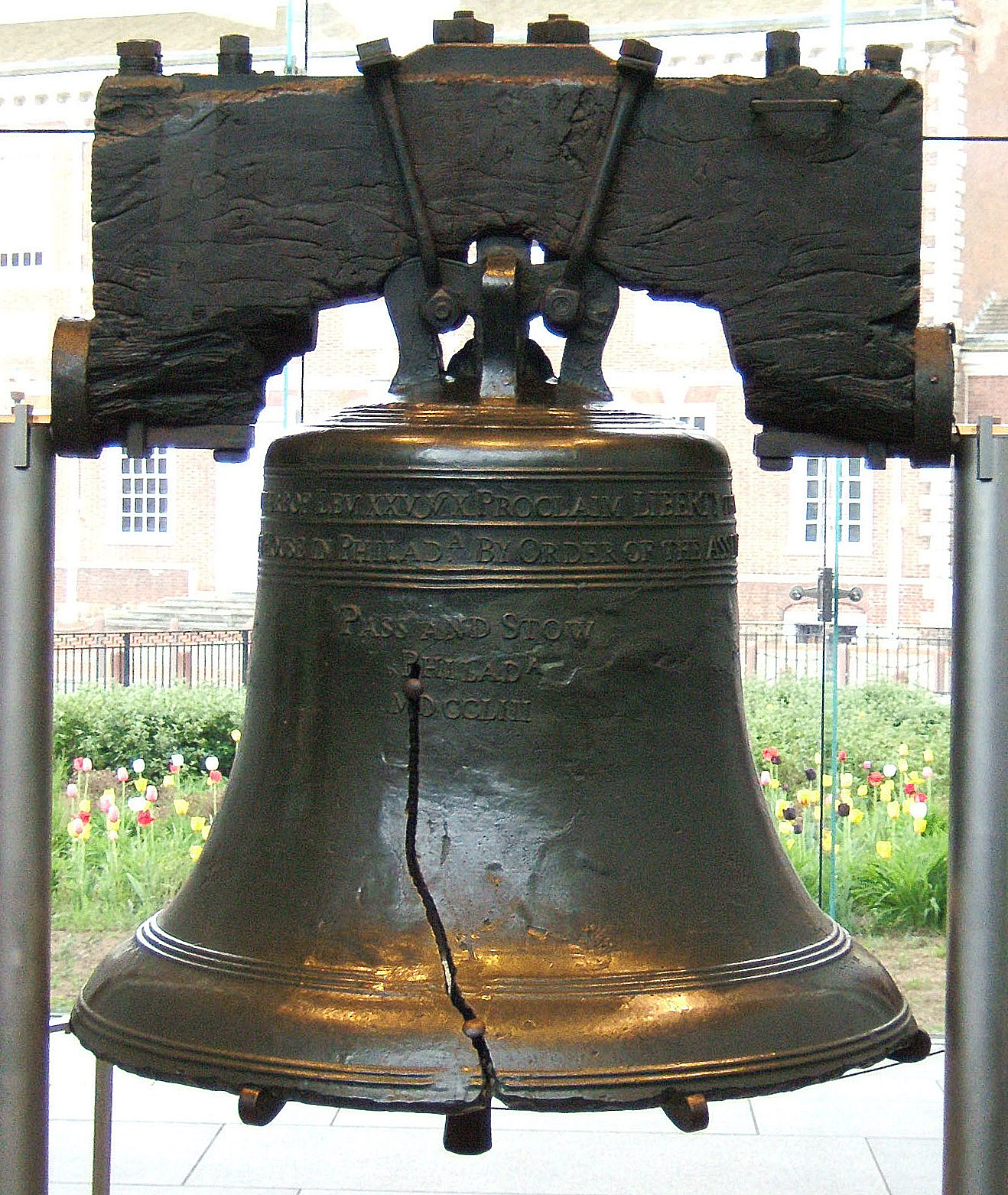
Liberty Bell

El Parc Històric Nacional de la Independència (Independence National Historical Park) és un parc històric nacional sota la gestió del National Park Service autoritzat el 28 de juny de 1948 i dedicat el 4 de juliol de 1956 que preserva diversos llocs relacionats amb la Revolució Americana i la història de la fundació dels Estats Units. El parc cobreix 22 hectàrees al centre de Filadèlfia (Pennsilvània) i comprèn la major part del districte històric de l'Old City (Ciutat Vella). Ha estat anomenat "la milla quadrada més històrica d'Amèrica" (the most historic square mile in America) a causa de la seva abundància de monuments i edificis històrics.
La principal atracció del parc és l'Independence Hall (Saló de la Independència) o Pennsylvania State House on la Declaració d'Independència i la Constitució dels Estats Units es van debatre i aprovar a finals del segle xviii. L'Independence Hall va ser el centre de reunions principal del Segon Congrés Continental des del 1775 fins al 1783 i de la Convenció Constitucional a l'estiu del 1787. A l'altra banda del carrer de l'Independence Hall és la Liberty Bell (Campana de la Llibertat), un símbol de la independència dels Estats Units, que es mostra en el Liberty Bell Center. El parc compta amb altres edificis històrics, tal com el First Bank of the United States, que va ser el primer banc amb estatuts autoritzats pel Congrés dels Estats Units, i el Second Bank of the United States, que va tenir la renovació dels seus estatuts vetada pel president Andrew Jackson com a part de l'anomenada Guerra Bancària (Bank War).
La major part de les estructures històriques del parc es troben a les illes paisatgístiques entre els carrers Chestnut, Walnut, Second i Sixth. El parc també conté la Franklin Court (Plaça de Franklin) amb museus dedicats a Benjamin Franklin i el United States Postal Service (Servei Postal dels Estats Units). Tres illes addicionals directament al nord de l'Independence Hall, conegudes col·lectivament com a Independence Mall, contenen el Liberty Bell Center, el National Constitution Center (Centre Nacional de la Constitució), l'Independence Visitor Center (el centre de visitants oficial de la Gran Filadèlfia), i l'antiga President's House (Casa Presidencial).
Es pot arribar al parc prenent la línia Market-Frankford de SEPTA a l'estació Fifth Street.